# CODIT
CODIT war anfangs ein Acronym für Compartmentalization Of Decay In Trees (Kompartimentierung von Fäule in Bäumen).
1977 veröffentlichte der US-amerikanische Forstpathologe und Baumbiologe Alex Shigo zusammen mit Harold Marx eine Arbeit, die beschrieb wie Bäume sich gegen den Pilzbefall nach einer Verletzung wehren. Dabei wurde vor allem die räumliche Ausdehnung eines Pilzbefalls und die hierdurch angeregte Abschottung des Baumes betrachtet.
Später fand man heraus, dass der Baum unmittelbar nach einer Verletzung nicht auf Fäulnis, sondern zunächst auf eindringende Luft reagiert. Da die Luftembolie wesentlichen Einfluss auf die Abwehrfunktionen von Bäumen hat, wird unter CODIT heute “Compartmentalization Of Damage In Trees” (Abschottung gegen Schäden in Bäumen) verstanden und schließt so das Eindringen der Luft mit ein.

## Das CODIT-Modell
Im CODIT-Modell wird der Baum als ein gekammerter Organismus dargestellt, diese Kammern werden durch vier strukturelle Wände unterteilt. Infolge eines Schadens werden diese nacheinander verschlossen, was im Zusammenspiel eine Abschottung der Verletzung bewirkt.

Abb. 1: Die vier Wände des CODIT-Modells

### Die vier Wände des CODIT-Modells

#### Wand 1 (axial)
Die erste Wand wird gebildet, indem normalerweise leitfähiges Gefäßgewebe über und unter der Wunde verstopft wird. Dadurch wird der Pilzbefall des Gewebes und das Eindringen von Luft in vertikaler Richtung verlangsamt.
Die Verstopfung geschieht bei Laubbäumen vor allem durch sogenanntes Verthyllen, d. h. Parenchymzellen (lebende Zellen) bilden Verstülpungen in das leitende Gewebe und verschließt dieses. Anders als bei Laubbäumen sind bei Nadelbäumen die Holzfasern durch Tüpfel miteinander verbunden. Diese können aktiv von den Bäumen geschlossen, abgetötet und anschließend lignifiziert (verholzt) werden. Diese Wand schottet von allen vier am schwächsten ab, sorgt aber dafür, dass der in den Bäumen herrschende Unterdruck trotz eindringender Luft erhalten bleibt. Ohne diesen Unterdruck wäre ein Flüssigkeitstransport im inneren des Baumes nicht möglich.

#### Wand 2 (radial nach innen)
Die zweite Wand wird durch die dickwandigen, ligninreichen Zellen des Spätholz-Wachstumsrings zur Stammmitte hin gebildet, wodurch die radiale Ausbreitung des Zerfalls verlangsamt wird. Diese Wand schottet am zweitschwächsten ab.

#### Wand 3 (tangential)
Die dritte Wand wird von Holzstrahlenzellen gebildet. Genauer von Gruppen dieser Zellen, die horizontal zur Stammachse ausgerichtet sind und diesen in Segmente unterteilt. Diese Gruppen von Zellen sind nicht kontinuierlich und variieren in Länge, Höhe und Dicke und bilden eine labyrinthartige Barriere gegen tangentiale Ausbreitung des Zerfalls. Nach der Verwundung werden auch einige Strahlenzellen chemisch verändert und werden so für einige Mikroorganismen toxisch. Dies ist die stärkste Wand zum Zeitpunkt der Verwundung vor dem Wachstum der vierten Wand und reicht auch häufiger aus um die Ausbreitung eines Befalls langfristig zu verhindern. Der Pilz aber bleibt meist am Leben.

#### Wand 4 (radial nach außen)
Die vierte Wand wird durch ein neues Wachstum von spezialisiertem Holzgewebe (Wundxylem) auf der Außenseite des Baums erzeugt, wobei zum Zeitpunkt der Infektion vorhandenes Gewebe vom nachfolgenden Wachstum isoliert wird. Dies ist die stärkste Wand und oft die einzige, die die Ausbreitung der Infektion vollständig verhindern kann, indem die Wunde mit neuem Holz geschlossen und der Pilz so abgetötet wird.

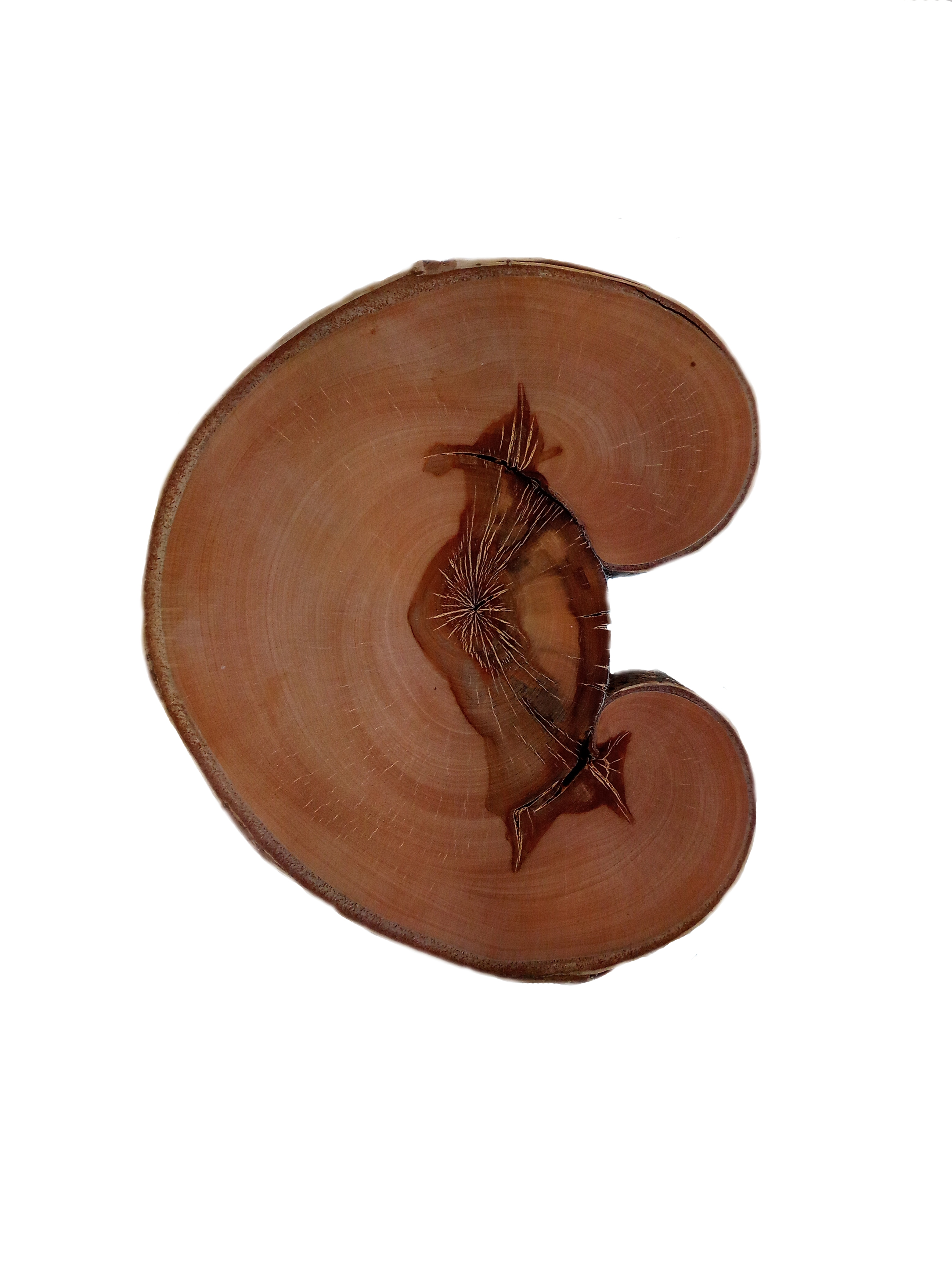
Abb. 2: Wand 3 konnte der Ausbreitung des Befalls langjährig standhalten. Der Baum blieb in Phase 3 des CODIT-Prinzips, Phase 4 wurde bis zur Fällung nicht erreicht

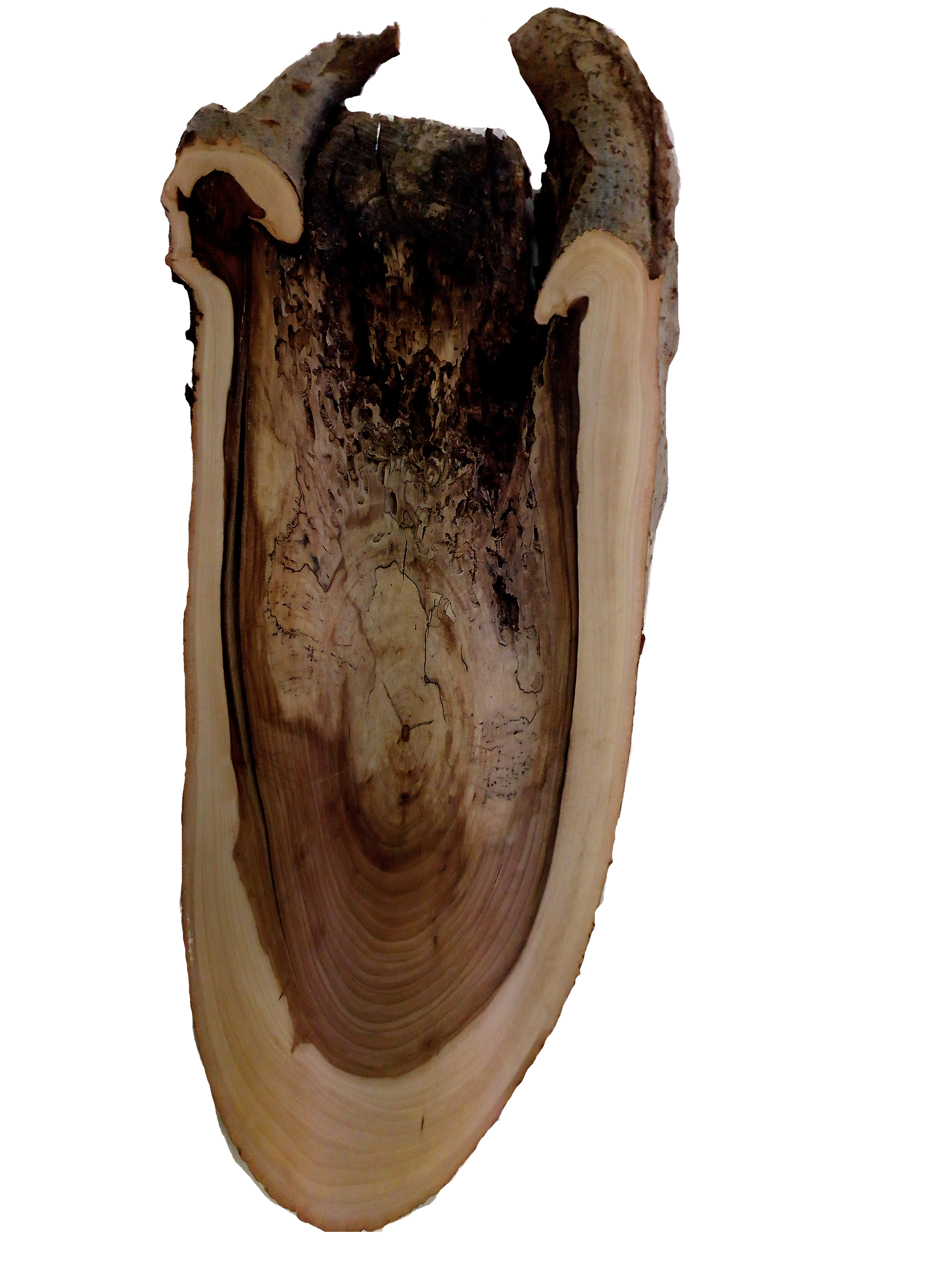
Abb. 3: Gescheiterte Überwallung – Phase 4 des CODIT-Prinzips konnte nicht erreicht werden, der Pilz hat sich im Inneren des Baumes ausgebreitet

## Das CODIT-Prinzip
Das CODIT-Prinzip komplementiert die heutige Auffassung der Wundreaktion von Bäumen. Neben der Strukturellen Einteilung wird die Zerstörung von Holz infolge einer Verletzung zeitlich in vier Phasen differenziert:

### Phase 1
1. Luft dringt in das Gewebe ein.
2. Das Gewebe in Wundnähe stirbt oberflächlich ab.
3. Die Rinde, genauer gesagt der Bast beginnt ein Wundperiderm zu bilden, gleichzeitig bildet das Kambium in Wundnähe einen Kallus  nach außen und eine Barrierezone nach innen. Diese Barrierezone grenzt dann das Kambium  nach innen in Wundnähe vom Holz ab. Somit kann das Kambium effizienter Überwallungen bilden und muss sich nicht aktiv wehren. in diesem Bereich werden häufig antifungale Stoffe eingelagert.

### Phase 2
1. Eindringen von Schaderregern (z. B. holzzerstörende Pilze)
2. Aus dem Kallus beginnt sich eine Überwallungswulst zu bilden (Bildung von  Wand 4). Diese wird von den Seiten der Wunde aus gebildet daraus ergibt sich typischerweise eine elliptische Überwallung der Wunde (Abb. 6).

### Phase 3
1. Schaderreger breiten sich aus, wenn die  Barrierezone durchbrochen wird, daraufhin können Bäume eine neue bilden und erneut versuchen eine Ausbreitung zu verhindern. In diesem Bereich lagern Bäume zusätzlich antifungale Stoffe ein.
2. Die Überwallungswülste wachsen weiter aufeinander zu.

Phase 3 dauert in der Regel am längsten, z. B. wenn Kambialgewebe großflächig abgetragen wird (Abb. 2). Dies ist bei Anfahrts- und Rückeschäden typisch (s. Wundtypen). Die Phase kann aber auch sehr kurz sein und sogar übersprungen werden, was häufig bei kleinen Verletzungen vorkommt.

### Phase 4
Die Schaderreger werden von den Überwallungswülsten eingekapselt. Durch die Einkapselung sterben diese ab und können sich nicht weiter ausbreiten, die Einkapselung ist somit die Überlebensstrategie von Bäumen nach Verletzungen!

## Arten und Effektivität der Abschottung

### Aktive Abwehr
Bäume sind nach dem CODIT-Modell in der Lage, sich aktiv im Falle einer Verletzung zu wehren. Dies kann jedoch nur über lebende Zellen im Splintholzbereich bzw. im Bast erfolgen.
Der Holzbereich versucht die Verletzung zu „überwallen“ und somit einzukapseln. Zusätzlich werden antifungale, meist phenolische Stoffe eingelagert.
Im Bast sterben parenchymatische (lebende) Zellen in Wundnähe innerhalb weniger Tage ab. Hier wird häufig Suberin (Korkstoff) im Oberflächenperiderm eingelagert, welcher von Pilz nicht oder nur schwer abgebaut werden kann.
Durch diese Einlagerungen wird in beiden Fällen das tote vom lebenden Gewebe abgegrenzt.

### Passive Abwehr
Bei obligatorischen (echten) Farbkernbildnern  werden im Holz schon vor einer Verletzung derartige Stoffe eingelagert. Sie führen dabei meist zu Verfärbungen des Kernholzes (totes Gewebe im Stamminneren), welches dann nur schwer von holzzerstörenden Pilzen abbaubar ist.
Diese passive Abwehr ist z. B. zu beobachten bei:
Eiche, Kirsche, Lärche, Nussbaum, oder Ulme.
Auch vorhandene Verthyllungen (Zellenverschluss), die Gefäßgröße und die Art der Gefäßdurchbrechungen können Einfluss darauf haben wie gut ein Baum sich gegen Verletzungen wehren kann. Unterschieden wird hinsichtlich dieser Einflussfaktoren unter:
1. schwachen Kompartimentierern: (z. B. Birken, Eschen, Pappeln, Weiden und Fichten)
2. effektiven Kompartimentierern: (z. B. Buchen, Eichen, Hainbuchen, Linden, Platanen und Kiefern)[2]

## Wundtypen

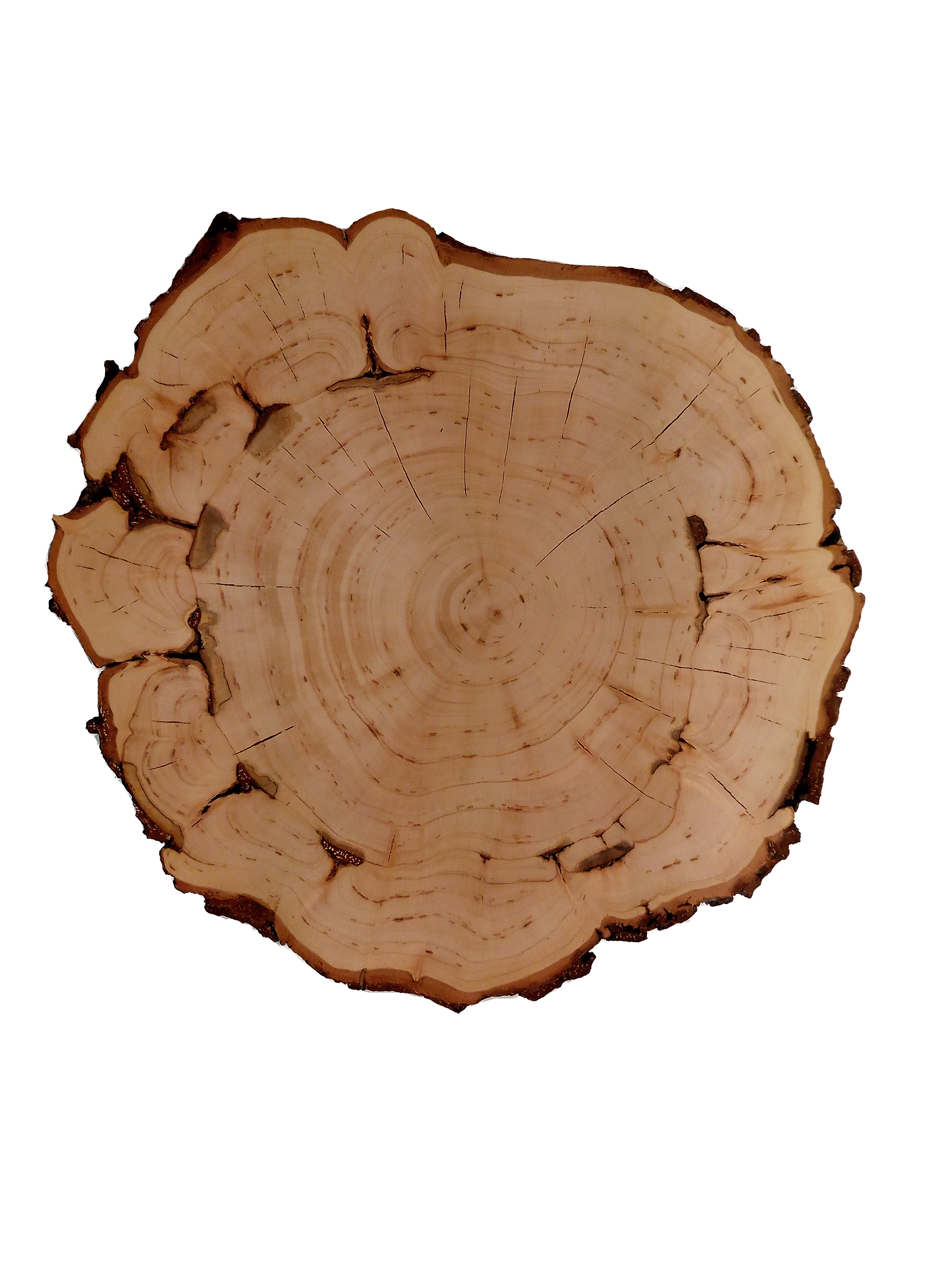
Abb. 5: sog. T-Fehler nach Kambialverletzung – Das Kambium wurde an mehreren Stellen verletzt. Zwischen den Verletzungen haben Überwallungen stattgefunden. Die abgeschotteten Bereiche sind dunkel gefärbt und haben eine Verletzungstypische T-Form (Querschnitt wurde etwa 3 Jahre nach der Verletzung entnommen).

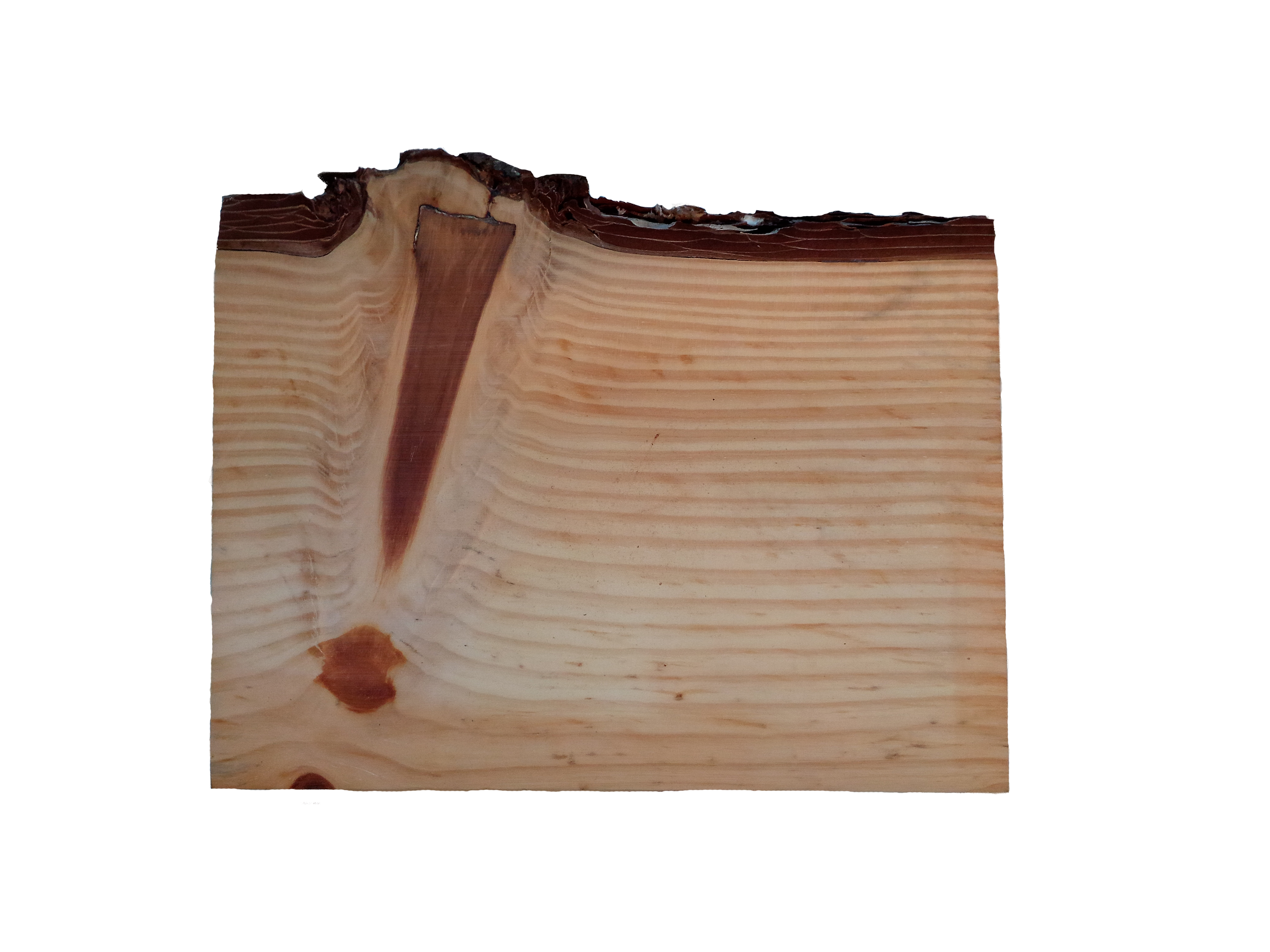
Abb. 4: Astungswunde: Erfolgreiche Abschottung und Einkapselung – Der Pilz konnte sich nicht weiter ausbreiten

### Astungswunden und Kronenbrüche
Hier findet eine Verletzung quer zum Faserverlauf statt. Häufig befindet sich in der Wundmitte älteres Gewebe, welches schlecht abschottet. Bei derartigen Verletzungen verbleibt die Wunde lange, oder für den Rest des Baumlebens in Phase 3 nach dem CODIT-Prinzip. Häufig wird in kurzer Zeit die Markröhre des betroffenen Astes verschlossen, da diese in das Bauminnere führt und Schaderregern so eine attraktive Eintrittspforte liefert.

### Stammbohrungen
Stammbohrungen werden meist vorgenommen um festzustellen ob der Baum bereits faul ist oder um die Anzahl der Zuwachszonen zu messen. Dabei wird seit Anfang der 1990er Jahre der Widerstand gemessen, den das Holz einem langen und dünnen (Ø ca. 2 mm) Bohrer entgegensetzt. Diese Bohrungen führen zu geringen Verfärbungen, die Bohrlöcher werden meist innerhalb eines Jahres überwallt, weshalb der Baum nur kurz in Phase 3 verbleibt.

### Anfahr- und Rückeschäden

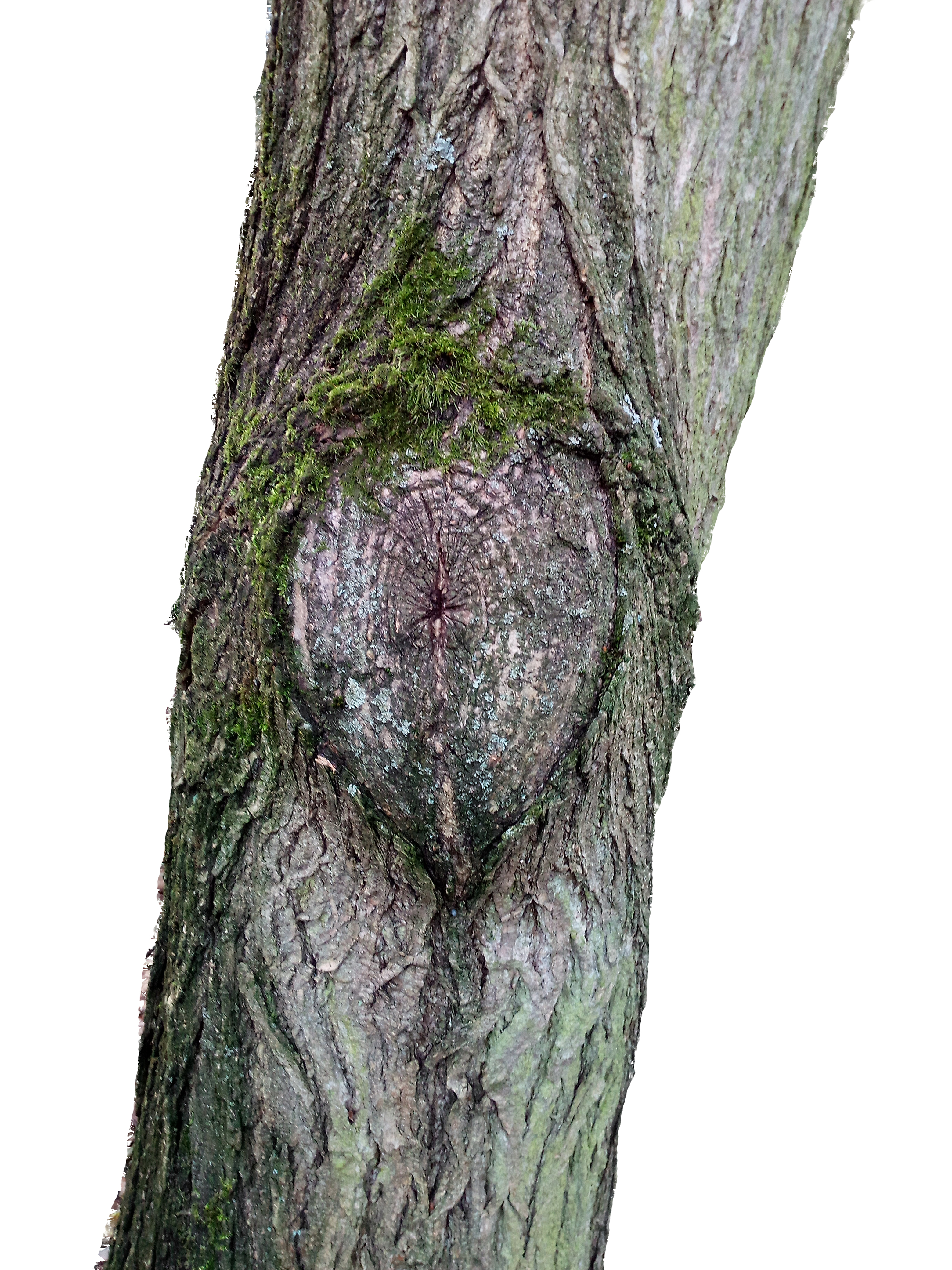
Abb. 6: Erfolgreiche Einkapselung nach Astungswunde bei einem japanischen Schnurbaum (Styphnolobium japonica)

Bei dieser Art von Verletzung wird meist lebendes Kambialgewebe großflächig abgetragen. Die Verletzung wird sehr engräumig abgeschottet (Barrierezone). Da in der Regel nur junges, lebendes Gewebe verletzt wird, kann sich der Baum gut wehren. Die Wunde wird allerdings nicht überwallt, es wird ein sog. Flächenkallus gebildet. Freiliegende Paranchymzellen werden gezielt vom Baum abgetötet und entsprechende Stoffe werden eingelagert. Die Abschottung solcher Verletzungen kann durch das Aufbringen von speziellen Wundverschlussmitteln oder Folien unterstützt werden, was gelegentlich bei Bäumen an Straßenrändern zu sehen ist. Diese Verletzungen wurden sehr wahrscheinlich durch Verkehrsunfälle verursacht.

### Wurzelkappungen
Wurzelkappungen sind mit den Astungswunden vergleichbar, jedoch enthalten Wurzeln erheblich mehr parenchymatische Zellen. Aus diesem Grund können sie sich zwar gut gegen Verletzungen wehren, trotzdem kann ein Pilz von dort aus den ganzen Baum befallen. Da solche Verletzungen häufig durch Tiefbaumaßnahmen in Straßennähe verursacht werden kann die Verkehrssicherheit von Bäumen stark beeinträchtigt werden. In diesem Zusammenhang ist deshalb in der DIN 18 920, 2002; RAS-LP 4, 1999 zusammengefasst: „Beim Aushub von Gräben dürfen Wurzeln mit einem Durchmesser ≥ 2 cm nicht durchtrennt werden. Verletzungen sollen vermieden werden und sind ggf. sofort zu behandeln.“

### Tierfraß
Auch Tiere wie  holzzerstörende Insekten können Schaderregern den Weg ins Innere eines Baumes bereiten. Holzbrütende Insekten (Xylophagen) wie die Gelbfüßige Bodentermite (Reticulitermes flavipes), die Rossameisen (Camponotus formicidae) oder die Gemeine Holzwespe (Sirex juvencus) ermöglichen beispielsweise durch ihre Fraßgänge im Holz verschiedenen Pilzen einen guten Nährboden. Unterschätzt werden kann auch die Gefahr durch Biber, sie verletzen Bäume meist großflächig oder töten diese sogar.